# Newsy Lalonde
Édouard Cyrille Lalonde, detto Newsy (Cornwall, 31 ottobre 1887 – Montréal, 21 novembre 1970), è stato un hockeista su ghiaccio e allenatore di hockey su ghiaccio canadese.

## Biografia
Nel corso della sua carriera ha giocato con Woodstock Seniors (1905/06), Canadian Soo (1906/07), Portage la Prairie Cities, Toronto Professionals (1907/08, 1908/09), Montreal Canadiens (1909/10, 1910/11, 1912-1922), Renfrew Creamery Kings (1909/10), Vancouver Millionaires (1911/12), Saskatoon Crescents (1922-1924), Saskatoon Sheiks (1924-1926), New York Americans (1926/27) e Quebec Beavers (1927/28).
Da allenatore ha guidato i Montreal Canadiens (1917-1922) e i New York Americans (1926/27) da allenatore-giocatore, mentre in seguito ha allenato Ottawa Senators (1929-1931) e nuovamente Montreal Canadiens (1932-1935).
Nel 1950 è stato inserito nella Hockey Hall of Fame.